# 수스트데이크궁

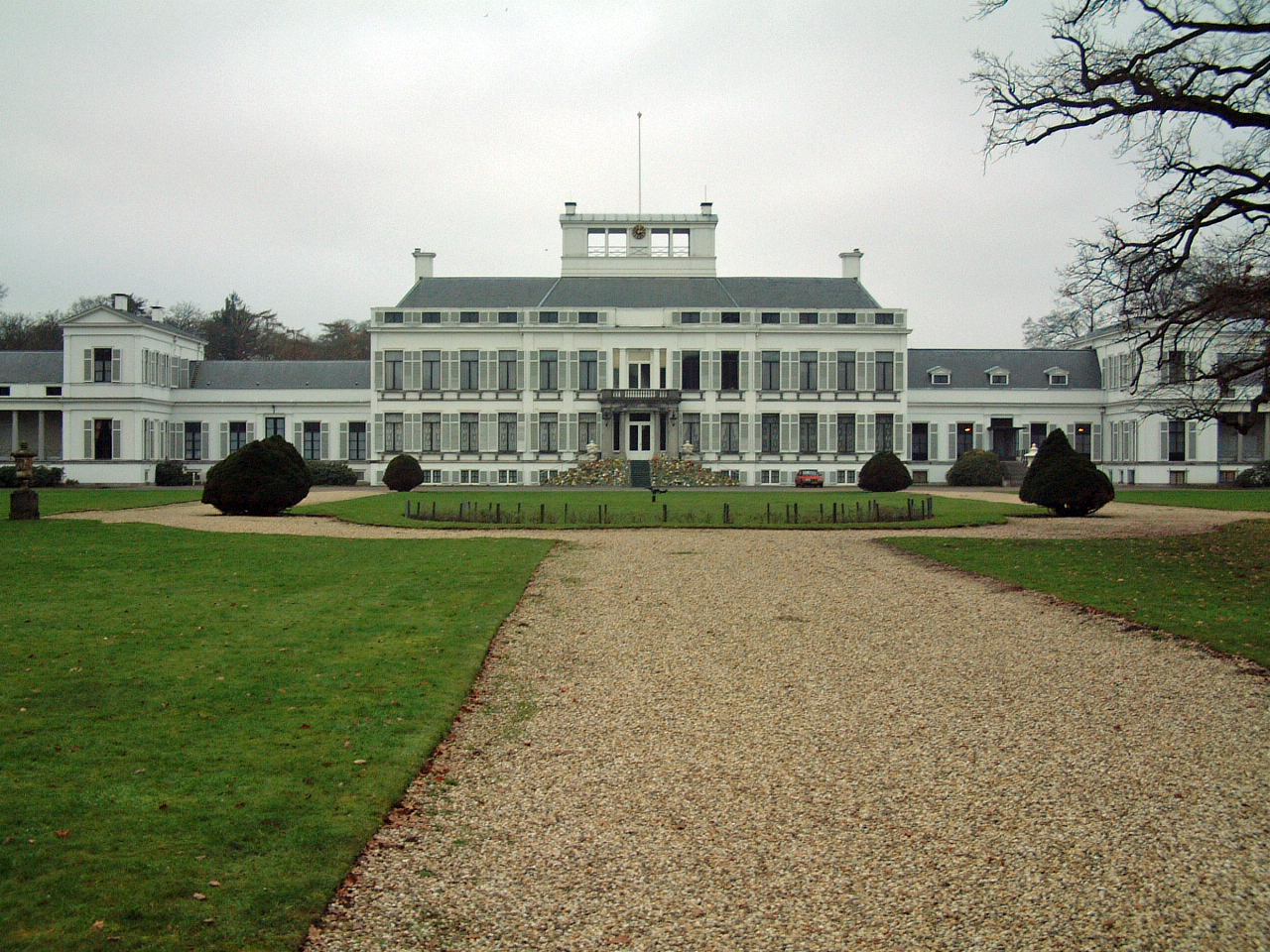
수스트데이크 궁전의 정면 모습

수스트테이크 궁전(네덜란드어: Paleis Soestdijk)은 네덜란드 위트레흐트주 바른에 위치한 궁전이다. 베아트릭스 전 여왕의 출생지이기도 하다.